# Ruta nacional PE-28 A
La Ruta nacional PE-28 A o Vía Los Libertadores es una vía transversal de penetración en el Perú que comunica la carretera Panamericana Sur con la ciudad San Clemente y Ayacucho.
Entre los años 2013 y 2016 se registró 195 siniestro viales. Entre enero y la quincena de julio del 2024 se registró más de 100 fallecidos por siniestros en la vía. La vía fue inaugurada en marzo de 1999.

## Recorrido
Trayectoria: Emp.PE-1S (Dv. Tupac Amaru) - Tupac Amaru - San Clemente - Independencia - Humay - Huáncano - Pámpano - Pte. Huaytara - Pte. Cuyahuasi - Pte. Tullpa - Pte. Dos de Mayo - Pte. Muchic - Pte. Ana Teresa - Pte. Tsej Tsi - Huaytará - Pte. Tranca - Pte. Pichushuayco - Pte. Jatun Huatas - Pte. Ranramayo - Pte. Chuihua - Pte. Suyacuna - Pte. Mollepayana - Pte. Carnicería - Pte. Satán - Abra Yuncaccara - Pte. Rumichaca 1 - Rumichaca - Abra Apacheta Grande - Licapa - Niñacacha - Abra Yanabamba - Socos - Emp. PE-3S
(Ayacucho).